# Nya Zeeland i olympiska sommarspelen 1948
Nya Zeeland deltog med 7 deltagare vid de olympiska sommarspelen 1948 i London.  Ingen av landets deltagare erövrade någon medalj.

## Friidrott
- John Holland
- Harry Nelson
- Doug Harris